# L'Incroyable Histoire de l'Île de la Rose
Pour plus de détails, voir Fiche technique et Distribution.
L'Incroyable Histoire de l'Île de la Rose (L'incredibile storia dell'Isola delle Rose) est un film italien réalisé par Sydney Sibilia (it), sorti en 2020.
Ce film est inspiré de l'histoire réelle de l'Insulo de la Rozoj (île des Roses en esperanto), construite par l'ingénieur Giorgio Rosa,.

## Synopsis
Le film débute à Strasbourg en 1968 où un ingénieur italien demande une audience au siège du Conseil de l'Europe. Cette personne est Giorgio Rosa, le créateur d'une plate-forme en acier qu'il a construite dans les eaux internationales à un demi-kilomètre au delà des eaux territoriales italiennes de Rimini, l'île de la Rose. Il veut vivre selon ses règles en fondant un État souverain, indépendant de l'État italien. Un groupe de compagnons d'aventure hétéroclite l'assiste dans sa quête : un déserteur allemand, une jeune fille de 19 ans enceinte, un naufragé, un ami de longue date qui tous veulent changer le monde.

## Fiche technique
- Titre original : incredibile storia dell'Isola delle Rose
- Titre français : L'Incroyable Histoire de l'Île de la Rose
- Réalisation : Sydney Sibilia
- Scénario : Sydney Sibilia et Francesca Manieri
- Photographie : Valerio Azzali
- Montage : Gianni Vezzosi
- Musique : Michele Braga
- Pays d'origine :  Italie
- Langue : italien
- Genre : comédie dramatique
- Date de sortie :
  - Monde : 9 décembre 2020 (sur Netflix)

## Distribution
- Elio Germano (VF : Stanislas Forlani) : Giorgio Rosa
- Matilda De Angelis (VF : Chloé Berthier) : Gabriella
- Leonardo Lidi (VF : Christophe Lemoine) : Maurizio Orlandini
- Fabrizio Bentivoglio (VF : Nicolas Marié) : Franco Restivo
- Luca Zingaretti (VF : Pierre-François Pistorio) : Giovanni Leone
- François Cluzet (VF : lui-même) : Jean Baptiste Toma
- Tom Wlaschiha (VF : Sylvain Agaësse) : W.R. Neumann
- Violetta Zironi (VF : Sandra Valentin) : Franca
- Alberto Astorri : Pietro Bernardini
- Fabrizio Rongione (VF : Sébastien Desjours) : M. Carlozzi

 Source et légende : version française (VF) sur RS Doublage et carton de doublage français.

## Distinctions
- David di Donatello 2021 : 
  - Meilleur acteur dans un second rôle pour Fabrizio Bentivoglio
  - Meilleure actrice dans un second rôle pour Matilda De Angelis
  - Meilleurs effets visuels